# جياني دوس سانتوس
جياني دوس سانتوس (بالهولندية: Gianni dos Santos)‏ هو لاعب كرة قدم هولندي، ولد في 21 نوفمبر 1998 في روتردام في هولندا. لعب مع نادي دوردريخت.

## وصلات خارجية
- جياني دوس سانتوس على موقع قاعدة بيانات كرة القدم.إي يو (الإنجليزية)
- جياني دوس سانتوس على موقع ناشيونال فوتبول تيمز (الإنجليزية)
- جياني دوس سانتوس على موقع Soccerway.com (الإنجليزية)